# Syabun
Syabun – gaun wikas samiti we wschodniej części Nepalu w strefie Kośi w dystrykcie Sankhuwasabha. Według nepalskiego spisu powszechnego z 2001 roku liczył on 1186 gospodarstw domowych i 6543 mieszkańców (3358 kobiet i 3185 mężczyzn).